# Laurie Hill
Laurie Anne Hill Rozenel (Los Ángeles, 11 de febrero de 1970) es una exfutbolista mexicana nacida en Estados Unidos que jugó de mediocampista.  

## Participaciones en Copas del Mundo
| Mundial                                 | Sede           | Resultado    | Partidos | Goles |
| --------------------------------------- | -------------- | ------------ | -------- | ----- |
| Copa Mundial Femenina de Fútbol de 1999 | Estados Unidos | Primera Fase | 3        | 0     |